# Pagurus meloi
Pagurus meloi is een tienpotigensoort uit de familie van de Paguridae. De wetenschappelijke naam van de soort is voor het eerst geldig gepubliceerd in 2004 door Lemaitre & Cruz Castaño.